# Totenkopfschwebfliege

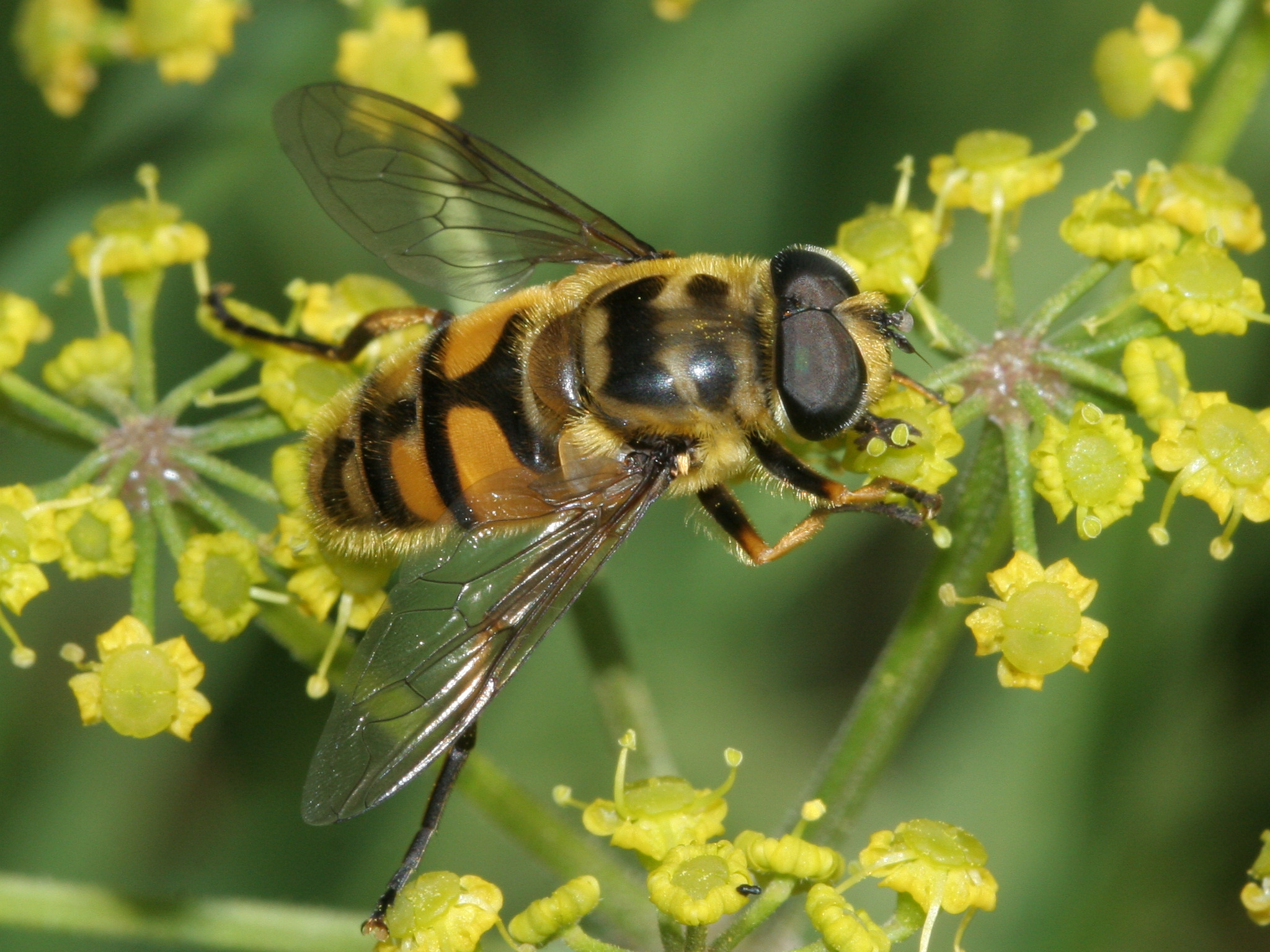
Totenkopfschwebfliege (Myathropa florea), Männchen

Die Totenkopfschwebfliege, seltener auch Gemeine Dolden-Schwebfliege genannt, (Myathropa florea) ist eine Art aus der Familie der Schwebfliegen (Syrphidae).

## Merkmale
Die Fliegen erreichen eine Körperlänge von 12 bis 14 Millimetern. Ihr Gesicht trägt eine schwarze Mittelstrieme, die Fühler sind schwarz. Die Weibchen haben eine schwarze Stirn, wobei die Seiten gelb bestäubt sind. Auf dem Mesonotum findet sich eine gelb-schwarze Musterung, die Ähnlichkeit mit einem Totenkopf hat und die Art unverwechselbar macht. Dieser Zeichnung verdankt die Art ihren deutschen Namen. Der Hinterleib ist schwarz und trägt an den Seiten der Segmente große gelbe Flecken. Die Flügel sind leicht braun getönt. Die Beine sind gelb und schwarz gezeichnet, die Tarsen sind überwiegend schwarz.

## Vorkommen
Die Art ist in Europa und östlich bis nach Sibirien und Zentralasien sowie in Nordafrika verbreitet. Sie ist in Mitteleuropa überall anzutreffen und zählt zu den häufigsten Schwebfliegenarten. Man findet sie vor allem in Wäldern, aber auch auf Halbtrockenrasen und in Gärten. Die Art steigt im Bergland bis in Höhen von etwa 1200 Meter. Die Flugzeit ist von April bis September, wobei das Maximum im Mai/Juni liegt. Seit 2005 wird Myathropa florea in Nordamerika (Nord-Kalifornien) angetroffen.

## Lebensweise
Die Imagines sind Blütenbesucher und fliegen verschiedene Blüten, wie etwa die von Hartriegel, Holunder, Zypressen-Wolfsmilch und Doldenblütler wie Giersch oder Bärenklau an. Vor allem an Orten mit größeren Beständen von Blüten oder an blühenden Sträuchern sind die Fliegen sehr unruhig und setzen sich nur kurz ab. Sie fliegen laut summend und unruhig, weswegen sie andere Insekten aufschrecken. Männchen verfolgen die Weibchen häufig über lange Strecken. Die Larven entwickeln sich in schlammigem Wasser und Pfützen. Die Überwinterung findet normalerweise als Ei statt, es gibt jedoch auch Altlarven, die versuchen zu überwintern. Ob dies jedoch erfolgreich sein kann, ist nicht bekannt.